# Erwin Geist
Erwin Geist (* 31. Mai 1916 in Schwenningen; † 4. Juli 2012 in Schönaich) war ein deutscher Gewerkschafter und Politiker (SPD).

## Leben
Erwin Geist wurde als Sohn eines Glasers und Gewerkschafters geboren. Nach dem Volksschulabschluss im Jahr 1931 trat er in die SAJ und in die Metallarbeiterjugend ein. Er absolvierte eine Lehre als Werkzeugmacher bei der Uhrenfabrik Mauthe in Schwenningen und wechselte danach als Facharbeiter zum Motorenhersteller Maybach in Friedrichshafen. Ab 1936 leistete er Reichsarbeitsdienst. Im Anschluss arbeitete er noch kurzzeitig bei der Maschinenfabrik Steinel in Schwenningen, ehe er im Jahr 1937 zur Wehrmacht eingezogen wurde. Nach dem Wehrdienst bei den Gebirgsjägern in Garmisch-Partenkirchen nahm er ab 1939 am Zweiten Weltkrieg teil und wurde als Soldat in Polen, Frankreich, Jugoslawien und Russland eingesetzt. Im September 1941 erlitt er während des Russlandfeldzuges eine schwere Verwundung und verlor dabei seinen linken Arm. Im Jahr 1943 schied er aus der Armee aus. Danach fand er wieder Beschäftigung in der Industrie.
Nach dem Kriegsende arbeitete Geist zunächst als Arbeitsplaner in einer Maschinenfabrik und war sodann als Gewerkschaftssekretär für die IG Metall tätig. Von dort aus gelangte er zum Deutschen Gewerkschaftsbund und von 1950 bis 1978 war er Vorsitzender des DGB-Kreisverbandes Tübingen. Im Jahr 1946 trat er in die SPD ein. Daneben engagierte er sich bei den „Falken“ und wurde 1947 zu deren Landesvorsitzenden für Süd-Württemberg gewählt. In den Jahren 1953 bis 1985 war er Stadtrat in Tübingen und von 1953 bis 1971 Kreisrat im Landkreis Tübingen.
Bei der Wahl zur Verfassunggebenden Landesversammlung 1952 kandidierte Geist im Wahlkreis Tübingen, unterlag aber dem CDU-Kandidaten Gebhard Müller und konnte, da es noch keine Zweitauszählung gab, nicht ins Parlament einziehen. Bei den Landtagswahlen 1956, 1960, 1964 und 1968 wurde er dann über diesen Wahlkreis als Abgeordneter in den Landtag von Baden-Württemberg gewählt, dem er bis 1972 angehörte. Er gelangte jeweils über das Zweitmandat ins Parlament, außer 1960, als er sich gegen Jakob Krauss durchsetzte und das Direktmandat gewann.
Neben seiner politischen Tätigkeit war Geist von 1955 bis 1980 Vorsitzender des Vorstandes der AOK Tübingen.
Erwin Geist war verheiratet und hatte zwei Kinder. Er starb am 4. Juli 2012 in Schönaich und wurde anschließend auf dem Tübinger Bergfriedhof beigesetzt.

## Ehrungen
- 1972: Verdienstkreuz 1. Klasse der Bundesrepublik Deutschland
- 1978: Verdienstmedaille des Landes Baden-Württemberg
- 1985: Ehrenbürger der Stadt Tübingen[3]